# 小行星15008
小行星15008（15008 Delahodde）是一颗绕太阳运转的小行星，为主小行星带小行星。该小行星于1998年8月24日发现。

## 轨道参数
小行星15008的轨道半长轴为2.5556548 UA，离心率为0.211。